# イミダプリル
イミダプリル（Imidapril）とは、プロドラッグ型のアンジオテンシン変換酵素阻害薬の一つである。商品名タナトリル。日本で田辺製薬（現 田辺三菱製薬）と日本シエーリング（現 バイエル薬品）が共同で開発し、1993年10月に高血圧症および腎実質性高血圧症について承認を取得した。その後、2002年1月に糖尿病性腎症について追加承認を取得した。日本薬局方にイミダプリル塩酸塩錠が収載されている。

イミダプリラト　イミダプリルの活性化体

## 効能・効果
- 高血圧症、腎実質性高血圧症（全ての剤形）[2]
- 1型糖尿病に伴う糖尿病性腎症（2.5mg、5mg のみ）[3]

## 禁忌
- 血管浮腫の既往歴のある患者（薬剤性、遺伝性、後天性、特発性等）
- 製剤成分に過敏症のある患者
- デキストラン硫酸固定化セルロース、トリプトファン固定化ポリビニルアルコールまたはポリエチレンテレフタレートを用いた吸着器によるアフェレーシスを施行中の患者
- アクリロニトリルメタリルスルホン酸ナトリウム膜 (AN69) を用いた血液透析施行中の患者
- アリスキレンフマル酸塩を投与中の糖尿病患者（ただし、他の治療でも血圧のコントロールが著しく不良の患者を除く）
- 妊婦または妊娠している可能性のある婦人

## 副作用
副作用の発現率は、治験で5.83%、使用成績調査で6.75%であり、主なものは咳嗽、咽頭部不快感、胃部不快感、動悸、眩暈、頭痛 等であった。
重大な副作用として添付文書に記載されているものは、
- 血管浮腫、血小板減少（0.1%未満）、急性腎不全、腎機能障害の増悪（0.1%未満）、高カリウム血症（0.1%未満）、
- 紅皮症 (剥脱性皮膚炎)、皮膚粘膜眼症候群 (Stevens-Johnson症候群)、天疱瘡様症状

である。

## 薬物動態
イミダプリルを経口投与すると、1⁄4以上が体内に吸収される:26。
服用後2時間でイミダプリルの血中濃度が最高となり、半減期約2時間で血中から消失する:24。またイミダプリラトは服用後6〜8時間で最高濃度となり、半減期約8時間で消失する。
体内に吸収されたイミダプリルは、エステルが加水分解されてイミダプリラトが生じる以外にも、アミド結合が開裂した不活性化代謝物を生じる。
排泄は主に腎臓からで、服用後24時間で薬剤の25.5%が排泄される:28。

## 開発の経緯
イミダプリル塩酸塩は田辺製薬において合成された。その化学構造中にSH基を有さないプロドラッグ型のアンジオテンシン変換酵素（ACE）阻害剤である。
1983年よりタナトリルの開発を開始、当初は田辺製薬において進められ、1990年より日本シエーリングも加わり、以降両社共同で進められた。当初タナプリルの名称であったが、中央薬事審議会名称調査会から「…プリル」の名称は一般名と紛らわしいのではないかとの指摘があり、タナトリルへの変更となった。
1993年、「高血圧症および腎実質性高血圧症」の治療薬剤として承認を得、田辺製薬から「タナトリル錠2.5、錠5、錠10」、日本シエーリングから「ノバロック錠2.5、錠5、錠10」の商品名で発売された（ノバロックは2004年販売中止）。
2002年、「1型糖尿病に伴う糖尿病性腎症」の治療剤として承認を得た（タナトリルはこの適応症を有する唯一のACE阻害薬である）。

## 製品の特徴
タナトリルはACE阻害活性を有するイミダプリラトのエチルエステル体であり、経口投与後にイミダプリラトとなり作用を発現するいわゆるプロドラッグである。
- 日本で初めて糖尿病性腎症の効能・効果を取得したACE阻害薬―有意に尿中微量アルブミンを減少させるー
- 糖尿病合併高血圧症でも良好な血圧コントロールを示す
- 組織、血管において、強力かつ持続的なACE活性阻害作用を示す（ex vivo、マウス、ラット）